# Przyśpiew
Przyśpiew (refren formalny) – refren, zwykle obojętny dla treści utworu. Bywa nawet powtórzeniem dźwięków bez znaczenia, np.:
- oj, dana, dana
- danaż moja, dana
- hop, dziś, dziś
- rym, cym, cym
- fik-mik; fiku-miku
- a-a-a; ojra, ojra; uha-ha